# Marek Heinz
Marek Heinz, né le 4 août 1977 à Olomouc en Tchécoslovaquie, est un footballeur international tchèque.
Il évolue comme milieu offensif et mesure 1,86 m.

## Biographie

### En club
Vainqueur et meilleur buteur du championnat de République tchèque en 2004 avec le Banik Ostrava, il est recruté par le Borussia Mönchengladbach en 2004 puis par Galatasaray SK l'année suivante.
Peu en vue, il prend en 2006 la direction de l'AS Saint-Étienne, à la suite d'une proposition de son ami Ivan Hašek, qu'il a connu alors que ce dernier était entraîneur adjoint de la sélection nationale. Rarement titulaire et barré par Pascal Feindouno, il ne réalise pas une saison mémorable bien qu'il se fasse remarquer à plusieurs reprises grâce à sa technique et ses coups francs.
Hasek débarqué du club forézien, Marek Heinz rejoint Nantes avec l’ambition de s’imposer comme titulaire et d'aider le club à remonter en L1. Il joue 16 matchs de Ligue 2 et le club remonte dès la première année. Au début de la saison 2008-2009, le club nantais recrute en nombre mais dégraisse peu son effectif. Après un début de saison catastrophique, son entraîneur, Michel Der Zakarian est remplacé par Élie Baup qui le place sur la liste des transferts avec six coéquipiers. Le 1er octobre 2008, il signe jusqu'en décembre 2010 au FC Brno.
Lors de la saison 2008-2009, il joue 21 matchs et marque 2 buts dans le championnat tchèque pour le compte du FC Brno.

## République tchèque
Il fait partie d'une génération de grands joueurs tchèques, tels Pavel Nedved, Milan Baros, Jan Koller, Karel Poborský, Tomáš Rosický, Petr Čech ou encore Tomas Ujfalusi. 
Jamais titulaire à part entière, il est sélectionné à 30 reprises, marquant 5 buts, dont le point d'orgue reste un coup franc en pleine lucarne, face à l'Allemagne d'Oliver Kahn (victoire 2-1 des Tchèques) lors de l'Euro 2004 au Portugal. La République tchèque atteint les demi-finales de la compétition. Il marque également un second but dans la compétition lors du premier tour face à la Lettonie. 
Il participe également à la coupe du monde 2006 en Allemagne, au cours de laquelle la République tchèque est éliminée au premier tour.

## Palmarès en club
- Meilleur buteur du Championnat de République tchèque de football : 19 buts (2003/2004, Baník Ostrava).
- Champion de République tchèque (2003/2004, Baník Ostrava).
- Champion de Turquie en 2006 (Galatasaray).

## Palmarès en sélection
- Première sélection le 16 août 2000 contre la Slovénie.
- 30 sélections en équipe de République tchèque de football (5 buts)[3].
- A participé à l'Euro 2004, ainsi qu'à la Coupe du monde de football 2006 avec la République tchèque.
- 20 matchs pour 6 buts avec l'équipe espoir de la République tchèque.
- 2 matchs pour 1 but avec l'équipe olympique de la République tchèque.
- 4 matchs, 0 but avec la République tchèque des moins de 20 ans.